# 5640 Yoshino
5640 Yoshino este un asteroid din centura principală de asteroizi.

## Descriere
5640 Yoshino este un asteroid din centura principală de asteroizi. A fost descoperit pe 21 octombrie 1989 la Kagoshima de Masaru Mukai și Masanori Takeishi. Asteroidul prezintă o orbită caracterizată de o semiaxă mare de 2,65 ua, o excentricitate de 0,25 și o înclinație de 3,1° în raport cu ecliptica.